# Nekrolog 1741
Nekrolog
◄◄
| ◄
| 1737
| 1738
| 1739
| 1740
| 1741 | 1742 | 1743 | 1744 | 1745 | ► | ►►
Weitere Ereignisse | Allgemeiner Nekrolog 1741
Die Beschreibung der verstorbenen Person sollte so kurz wie möglich gehalten sein und nur deren signifikante Tätigkeit(en) enthalten.
Neue Namen ggf. auch unter dem Geburts- und Sterbedatum, also etwa unter 1. Januar und im Geburts- und Sterbejahr (2024) eintragen (nur bei entsprechender großer Wichtigkeit). Für Beispiele siehe die schon vorhandenen Artikel.
Außerdem über die fünf zuletzt Verstorbenen, zu denen es einen ausreichend guten Artikel für eine Präsentation auf der Hauptseite gibt, nach der todesbedingten Überarbeitung der Artikel ggf. auch unter Wikipedia Diskussion:Hauptseite informieren und sie am besten auch in den anderen Wikipedia-Sprachversionen eintragen. Tipp: Regelmäßig bei news.google.de nach „ist tot“, „gestorben“ oder „verstorben“ suchen.
Wenn eine Person gestorben ist, gibt es viele Seiten zu dieser Person in der Wikipedia, die davon auch betroffen sind und entsprechend aktualisiert werden müssen. Beispiele: Namenübersichtsseite, Geburtsjahr, Geburtsort-Seiten und viele mehr.
Wie finde ich die betroffenen Seiten?
Im Suchfeld auf der linken Seite gibt man den Suchbegriff so ein: „Vorname Nachname“. Dann klickt man auf Volltext und alle Seiten mit entsprechendem Suchtext werden aufgerufen. Hier sieht man dann schnell, wo auch das Todesjahr Sinn macht oder sogar ein Teil des Artikels angepasst werden muss. Auch hilft das „Werkzeug“ auf der linken Seite sehr gut, um solche Seiten aufzufinden: „Links auf diese Seite“. Somit ist die Wikipedia wieder aktuell in allen Bereichen! Hinweis: bei Eintragung der Kategorie „Gestorben JAHR“ wird der Missbrauchsfilter 49 ausgelöst, was jedoch nicht schlimm ist. Siehe: Spezial:Missbrauchsfilter/49
Dies ist eine Liste von im Jahr 1741 verstorbenen bekannten Persönlichkeiten. Die Einträge erfolgen innerhalb der einzelnen Daten alphabetisch sortiert. Tiere sind im Nekrolog für Tiere zu finden.

## Januar
| Tag        | Name                             | Beruf, bekannt als                                         | Alter | Beleg |
| ---------- | -------------------------------- | ---------------------------------------------------------- | ----- | ----- |
| 6. Januar  | Christoph Beyer                  | sächsischer Baumeister                                     | 87    |       |
| 6. Januar  | Ann Turner Robinson              | englische Sopranistin                                      |       |       |
| 10. Januar | Elisabeth Blarer von Wartensee   | Oberin in Rorschach                                        | 96    |       |
| 10. Januar | Christoph Wolfgang Druckenmüller | deutscher Organist und Komponist                           | 53    |       |
| 15. Januar | Ramon Despuig                    | Großmeister des Malteserorden                              |       |       |
| 17. Januar | Gilles-François Boulduc          | französischer Chemiker                                     | 65    |       |
| 20. Januar | Johann Ludwig Gleditsch          | deutscher Buchhändler und Verleger                         | 77    |       |
| 24. Januar | Christian Ludwig Charisius       | deutscher Mediziner                                        | 48    |       |
| 25. Januar | Maria Karolina von Österreich    | Kind von Maria Theresia und Franz Stephan von Lothringen   | 1     |       |
| 25. Januar | Gottfried von Wedderkop          | dänischer Amtmann, Landrat und Diplomat; Domherr in Lübeck | 51    |       |
| 31. Januar | Heinrich von Hessen-Darmstadt    | Landgraf von Hessen-Darmstadt, kaiserlicher Offizier       | 66    |       |

## Februar
| Tag         | Name                   | Beruf, bekannt als                             | Alter | Beleg |
| ----------- | ---------------------- | ---------------------------------------------- | ----- | ----- |
| 3. Februar  | Georg Philipp Olearius | deutscher Philologe und evangelischer Theologe | 60    |       |
| 13. Februar | Johann Joseph Fux      | österreichischer Komponist                     |       |       |
| 15. Februar | Georg Raphael Donner   | österreichischer Bildhauer                     | 47    |       |
| 19. Februar | Andrea Locatelli       | italienischer Maler                            | 45    |       |
| 21. Februar | Jethro Tull            | englischer Landwirtschaftspionier              | 66    |       |
| 22. Februar | Peter Solderer         | Bürgermeister von Temeswar                     |       |       |

## März
| Tag      | Name                                            | Beruf, bekannt als                                                                          | Alter | Beleg |
| -------- | ----------------------------------------------- | ------------------------------------------------------------------------------------------- | ----- | ----- |
| 4. März  | Johann Moritz von Heßler                        | königlich-polnischer und kurfürstlich-sächsischer Geheimer Rat und Erbmarschallamtsverweser | 63    |       |
| 13. März | Ehrenreich Hannibal                             | deutscher Münz-Stempelschneider und Medailleur                                              | 62    |       |
| 13. März | Renier Roidkin                                  | wallonischer Maler                                                                          | 56    |       |
| 14. März | William Berkeley, 4. Baron Berkeley of Stratton | britischer Peer und Politiker                                                               |       |       |
| 16. März | Jean-Baptiste Rousseau                          | französischer Autor                                                                         | 69    |       |
| 25. März | Friedrich von Gram                              | deutsch-dänischer Hofbeamter und Amtmann                                                    | 77    |       |
| 31. März | Pieter Burman der Ältere                        | niederländischer klassischer Gelehrter                                                      | 72    |       |

## April
| Tag       | Name                                   | Beruf, bekannt als                                                                                        | Alter | Beleg |
| --------- | -------------------------------------- | --- | ----- | ----- |
| 2. April  | Frantz Böckmann                        | deutscher Kaufmann und Diplomat                                                                           | 72    |       |
| 2. April  | Christoph Hackner                      | deutscher Architekt                                                                                       | 78    |       |
| 4. April  | Froben Ferdinand                       | Reichsfürst und Prizipalkommissär am Reichstag                                                            | 76    |       |
| 4. April  | Viktor Amadeus I. von Savoyen-Carignan | Fürst von Carignan und Prinz zu Savoyen                                                                   | 51    |       |
| 10. April | Celia Fiennes                          | britische Reiseschriftstellerin                                                                           | 78    |       |
| 10. April | Friedrich von Brandenburg-Schwedt      | preußischer Militär                                                                                       | 30    |       |
| 10. April | Peter Christoph Göldlin von Tiefenau   | österreichischer Feldmarschalll-Lieutenant                                                                |       |       |
| 10. April | Karl Joachim von Römer                 | österreichischer Feldmarschallleutnant                                                                    |       |       |
| 10. April | Adolph Friedrich von der Schulenburg   | Reichsgraf, Generalleutnant im Preußischen Heer und Vertrauter von König Friedrich Wilhelm I. von Preußen | 55    |       |
| 11. April | Jerzy Marcin Ożarowski                 | polnischer Staatsmann und General der Kronarmee                                                           | 56    |       |
| 14. April | Paul Heinrich Tilio de Camas           | preußischer Militär, Chef des Infanterie-Regiments Nr. 37 und persönlicher Freund Friedrich II.           |       |       |
| 14. April | Carl Gottlob von Leubnitz              | königlich-polnischer und kurfürstlich-sächsischer Beamter                                                 | 73    |       |
| 20. April | Wilhelm I. Sölner                      | deutscher Zisterzienserabt                                                                                | 69    |       |
| 21. April | Franz Schmuzer                         | deutscher Stuckateur                                                                                      |       |       |
| 24. April | Johann Wilhelm Waldschmiedt            | deutscher Rechtswissenschaftler und Philosoph                                                             | 58    |       |
| 26. April | Anton Steyerer                         | österreichischer Jesuit und Historiker                                                                    | 67    |       |
| 28. April | Magnus Julius De la Gardie             | schwedischer General und Staatsmann, Mitglied der Partei der Hüte                                         | 73    |       |
| 29. April | Christoph Theodosius Walther           | pietistischer Prediger, Philologe und Missionar in Indien                                                 | 41    |       |

## Mai
| Tag     | Name                       | Beruf, bekannt als                                                             | Alter | Beleg |
| ------- | -------------------------- | ------------------------------------------------------------------------------ | ----- | ----- |
| 2. Mai  | Karl Nicolaus Lange        | Schweizer Arzt und Mineraloge                                                  | 71    |       |
| 3. Mai  | Joseph Munggenast          | österreichischer Barockbaumeister                                              | 61    |       |
| 5. Mai  | Eleonore von Schwarzenberg | Mitglied des böhmischen Hauses Lobkowitz                                       | 58    |       |
| 9. Mai  | José de Santiago Concha    | Gouverneur von Chile                                                           |       |       |
| 14. Mai | Christian Steetz           | deutscher Jurist und Dichter                                                   | 31    |       |
| 15. Mai | Jakob Christoph Le Blon    | deutscher Maler, Kupferstecher und Erfinder                                    | 73    |       |
| 16. Mai | Giacomo Lanfredini         | Kardinal der römisch-katholischen Kirche                                       | 60    |       |
| 18. Mai | Wolf Bernhard von Werder   | sachsen-weißenfelsischer Schlosshauptmann, Stallmeister und Rittergutsbesitzer |       |       |
| 19. Mai | Valentin Ulrich Grotian    | deutscher Orgelbauer                                                           | 77    |       |
| 21. Mai | Bartolomeo Ruspoli         | italienischer Kardinal der Römischen Kirche                                    | 43    |       |
| 21. Mai | August Stisser             | deutscher lutherischer Theologe                                                | 69    |       |
| 23. Mai | Daniel Mütze               | deutscher Orgelbauer                                                           |       |       |
| 25. Mai | Adrian Bernhard von Borcke | preußischer Generalfeldmarschall und Minister                                  | 72    |       |
| 25. Mai | Daniel Ernst Jablonski     | deutscher Prediger                                                             | 80    |       |
| 25. Mai | Jakob Wildermeth           | Bieler Ratsherr und Kaufmann                                                   | 69    |       |
| 27. Mai | Christoph Ernst Steinbach  | deutscher Arzt und Lexikograph                                                 | 43    |       |
| 31. Mai | Hans Heinrich von Katte    | preußischer Generalfeldmarschall                                               | 59    |       |

## Juni
| Tag      | Name                                               | Beruf, bekannt als                                              | Alter | Beleg |
| -------- | -------------------------------------------------- | --------------------------------------------------------------- | ----- | ----- |
| 4. Juni  | Johann Pöschel                                     | deutscher Geistlicher und Kirchenlieddichter                    | 30    |       |
| 5. Juni  | Casimir                                            | Graf von Sayn-Wittgenstein-Berleburg                            | 54    |       |
| 14. Juni | Caroline von Hessen-Rotenburg                      | landgräfliche Prinzessin und Herzogin von Bourbon               | 26    |       |
| 15. Juni | Urban Gottfried Siber                              | deutscher evangelischer Theologe                                | 71    |       |
| 16. Juni | Edward Harley, 2. Earl of Oxford and Earl Mortimer | britischer Peer und Politiker                                   | 52    |       |
| 17. Juni | Alvise Pisani                                      | Doge von Venedig                                                | 77    |       |
| 18. Juni | François Pourfour du Petit                         | französischer Anatom, Physiologie                               | 76    |       |
| 19. Juni | Gottfried Langwerth von Simmern                    | Weihbischof in Regensburg                                       | 71    |       |
| 22. Juni | Joseph-Hector Fiocco                               | belgischer Komponist des Barock                                 | 38    |       |
| 23. Juni | Johann Leopold Burkhardt                           | deutscher Orgelbauer                                            |       |       |
| 23. Juni | Christian Heinrich Freiesleben                     | deutscher Autor, Jurist und Professor                           | 45    |       |
| 25. Juni | Peter Prelleur                                     | englischer Organist, Cembalist, Komponist und Musiktheoretiker  | 35    |       |
| 28. Juni | Franz Carl Anton Egloff                            | Arzt, Hochschullehrer sowie Rektor an der Universität Innsbruck | 62    |       |
| 29. Juni | Johann Ernst von Orthofen                          | 15. Propst von Stift Pöllau in der Steiermark                   |       |       |

## Juli
| Tag      | Name                                     | Beruf, bekannt als                                | Alter | Beleg |
| -------- | ---------------------------------------- | ------------------------------------------------- | ----- | ----- |
| 3. Juli  | Elisabeth Therese von Lothringen         | Königin von Sardinien                             | 29    |       |
| 12. Juli | Emanuel Jenner                           | Schweizer Goldschmied und Münzmeister             | 84    |       |
| 26. Juli | Jakob Maximilian von Thun und Hohenstein | Bischof von Gurk (1709–1740)                      | 60    |       |
| 26. Juli | Wilhelm Heinrich                         | Herzog von Sachsen-Eisenach                       | 49    |       |
| 28. Juli | Antonio Vivaldi                          | italienischer Komponist                           | 63    |       |
| 30. Juli | Wirich Philipp von und zu Daun           | österreichischer Feldmarschall                    | 71    |       |
| Juli     | Johann Bernhard Schwarzeburger           | deutscher Bildhauer und Steinschneider des Barock | 69    |       |

## August
| Tag        | Name                           | Beruf, bekannt als                                                                         | Alter | Beleg |
| ---------- | ------------------------------ | ------------------------------------------------------------------------------------------ | ----- | ----- |
| 9. August  | Christian Münden               | deutscher evangelisch-lutherischer Theologe und Pfarrer                                    | 56    |       |
| 11. August | Marie-Anne de Bourbon-Condé    | Surintendante de la Maison de la Reine                                                     | 43    |       |
| 12. August | Tobias Seiler                  | deutscher Theologe und Chronist                                                            | 59    |       |
| 13. August | Maria Christine Koch           | deutsche Dichterin                                                                         | 26    |       |
| 14. August | Christian Lagler               | böhmischer Baumeister des Barock in Teplice                                                | 72    |       |
| 16. August | Eberhard von Gemmingen         | Obervogt in Balingen, Grundherr in Bürg und Presteneck                                     | 67    |       |
| 21. August | Johann Gustav Reinbeck         | lutherischer Theologe, Konsistorialrat und Propst                                          | 58    |       |
| 22. August | Pedro de Castro y Figueroa     | Vizekönig von Neuspanien                                                                   |       |       |
| 26. August | Maria Elisabeth von Österreich | österreichische Erzherzogin und Statthalterin der österreichischen Niederlande (1724–1741) | 60    |       |
| 31. August | Johann Gottlieb Heineccius     | deutscher Jurist, Professor für Recht und Philosophie                                      | 59    |       |

## September
| Tag           | Name                                         | Beruf, bekannt als                                                                      | Alter | Beleg |
| ------------- | -------------------------------------------- | --------------------------------------------------------------------------------------- | ----- | ----- |
| 2. September  | Andreas Charitius                            | deutscher lutherischer Theologe                                                         | 50    |       |
| 7. September  | Henry Desmarest                              | französischer Komponist des Barock                                                      | 80    |       |
| 7. September  | Blas de Lezo                                 | spanischer Admiral                                                                      | 52    |       |
| 9. September  | Pauline Félicité de Mailly-Nesle             | Mätresse des französischen Königs Ludwig XV.                                            |       |       |
| 11. September | Johann Jacob Schübler                        | deutscher Barockbaumeister, Architekturtheoretiker und -schriftsteller und Mathematiker |       |       |
| 12. September | Franz Ferdinand Kinsky                       | böhmischer Diplomat und Staatsmann                                                      | 63    |       |
| 15. September | Heinrich Wilhelm zu Solms-Wildenfels-Laubach | Standesherr und preußischer Generalmajor                                                | 66    |       |
| 17. September | Karl Philipp Stoll                           | Zittauer Stadtrichter und Bürgermeister                                                 | 73    |       |
| 22. September | Carl Melchior Bose                           | Domherr des Hochstifts Merseburg                                                        | 60    |       |
| 24. September | Christoph Hermann von Schweder               | deutscher Jurist                                                                        | 63    |       |
| 27. September | Martin Graff                                 | Abt des Klosters Neuzelle                                                               | 63    |       |

## Oktober
| Tag         | Name                                       | Beruf, bekannt als                                                  | Alter | Beleg |
| ----------- | ------------------------------------------ | ------------------------------------------------------------------- | ----- | ----- |
| 2. Oktober  | Franz Ferdinand Mayer von Fahnenberg       | Stadtschreiber                                                      | 61    |       |
| 3. Oktober  | Henriette Wolters                          | holländische Miniaturenmalerin                                      | 48    |       |
| 9. Oktober  | Domenico Lalli                             | italienischer Librettist                                            | 62    |       |
| 11. Oktober | Joseph Talcott                             | britischer Pastor, Richter und Gouverneur der Colony of Connecticut | 71    |       |
| 15. Oktober | Anna Maria Franziska von Sachsen-Lauenburg | Pfalzgräfin von Neuburg, Großherzogin von Toskana                   | 69    |       |
| 21. Oktober | Louis De l’Isle de la Croyère              | französischer Astronom                                              |       |       |

## November
| Tag          | Name                                  | Beruf, bekannt als                                            | Alter | Beleg |
| ------------ | ------------------------------------- | ------------------------------------------------------------- | ----- | ----- |
| 2. November  | Antoine Banier                        | französischer Altertumsforscher, Übersetzer und Geistlicher   | 68    |       |
| 2. November  | Giovanni Antonio Pellegrini           | italienischer Maler                                           | 66    |       |
| 20. November | Melchior de Polignac                  | französischer Kardinal, Diplomat                              | 80    |       |
| 20. November | Anna Barbara Walch-Künkelin           | Anführerin der Schorndorfer Weiber                            | 90    |       |
| 22. November | Johann Paul Kress                     | deutscher Jurist                                              | 64    |       |
| 22. November | Maximilian Adam Franz von Starhemberg | k. k. Feldmarschall                                           | 72    |       |
| 23. November | Christoph Dietrich Bose der Jüngere   | Reichspfennigmeister und wirklicher Geheimer Rat              | 77    |       |
| 24. November | Eleonore Batthyány-Strattmann         | Wiener Hofdame und enge Vertraute von Prinz Eugen von Savoyen |       |       |
| 27. November | Johann Gottfried Tamitius             | deutscher Orgelbauer                                          |       |       |
| 28. November | Louis-François Duplessis de Mornay    | französischer Kapuziner und dritter Bischof von Québec        | 78    |       |

## Dezember
| Tag          | Name                        | Beruf, bekannt als                                                                 | Alter | Beleg |
| ------------ | --------------------------- | ---------------------------------------------------------------------------------- | ----- | ----- |
| 5. Dezember  | Ulrika Eleonore             | Königin von Schweden                                                               | 53    |       |
| 19. Dezember | Vitus Bering                | russischer Marineoffizier dänischer Herkunft, Entdecker                            |       |       |
| 19. Dezember | Johannes Bubbe              | deutscher Arzt und Heimatforscher                                                  | 54    |       |
| 20. Dezember | Balthasar Mentzer IV        | deutscher evangelisch-lutherischer Theologe                                        | 62    |       |
| 21. Dezember | Bernard de Montfaucon       | französischer Gelehrter                                                            | 86    |       |
| 22. Dezember | Bernhard Joachim von Mörner | dänischer General der Kavallerie                                                   |       |       |
| 29. Dezember | Edward Seymour, 5. Baronet  | englisch-britischer Adliger und Politiker                                          |       |       |
| 30. Dezember | Johann Gottlieb Fabricius   | deutscher evangelischer Theologe und Begründer der niedersorbischen Schriftsprache | 60    |       |
| 30. Dezember | Andreas Stengg              | österreichischer Baumeister                                                        | 81    |       |
| 31. Dezember | William Pole, 4. Baronet    | britischer Adliger und Politiker                                                   |       |       |

## Datum unbekannt
| Tag | Name                           | Beruf, bekannt als                                                                   | Alter | Beleg |
| --- | ------------------------------ | ------------------------------------------------------------------------------------ | ----- | ----- |
|     | Matthäus des Angles            | Bildhauer, Maler und Zeichner                                                        |       |       |
|     | Johann Christian Credius       | deutscher Komponist und Organist                                                     |       |       |
|     | Johann Georg Ettenhofer        | deutscher Baumeister                                                                 |       |       |
|     | Lucas Feyerabend               | Schweizer Schreiner und Bildhauer                                                    |       |       |
|     | August Sigmund Frobenius       | deutscher Chemiker                                                                   |       |       |
|     | Ambrosius Gottfried Hanckwitz  | deutscher Chemiker                                                                   |       |       |
|     | Carlo Ambrogio Mezzabarba      | Kardinal der katholischen Kirche                                                     |       |       |
|     | Herman van der Mijn            | niederländischer Maler                                                               |       |       |
|     | Ignaz Preissler                | Glas- und Porzellanmaler                                                             |       |       |
|     | Françoise Prévost              | Pariser Tänzerin und Primaballerina                                                  |       |       |
|     | Johan Reinhold von Trautvetter | schwedischer Generalleutnant und Freiherr                                            |       |       |
|     | Johann Wilhelm Weinmann        | deutscher Apotheker und Botaniker                                                    |       |       |
|     | Albert Wichartz                | Bürgermeister in Brilon und Gewerke                                                  |       |       |
|     | Carl Gustav von Wolffradt      | General der Kavallerie in schwedischen Diensten und Festungskommandant von Stralsund |       |       |